# ジェイムズ・ジョン・ヒル
ジェイムズ・ジョン・ヒル（James John Hill、1811年 - 1882年1月27日）（英国王立芸術家協会会員）は、別名「J. J. Hill」としても知られるイングランド出身の画家であり、主に風景画と肖像画を描いていた。また数多くの田園風景や、イギリスの富豪で女男爵のレディ・バーデット＝クーツの肖像画を描いたことでも知られる。

## 経歴
1811年にジェイムズ・ジョン・ヒルはイングランドのバーミンガムにあるブロード・ストリートで生まれる。造園家のダニエル・ヒルと真鍮加工職人の娘であるエリザベス・ローリンソンを両親に持つ。教育改革者のローランド・ヒル（ジェイムズとの血縁関係はない）が設立した学校であるヘーゼルウッド・スクールで教育を受けた上で、グレート・チャールズ・ストリートにあるジョセフ・バーバーの美術学校に通い、そこで息子のヴィンセント・バーバーの指導を受けた。同期にはトマス・クレスウィック、ジェームス・ティビッツ・ウィルモア、トーマス・ベイカーやピーター・ホリンズなどがいる。
1839年にロンドンに引っ越したヒルは、3年後の1842年に英国王立芸術家協会会員に選出される。そこで彼は仲間内の芸術家の間で「評判のよい指導者」として有名になり、その後40年間に渡って彼らが主催する展覧会に数多くの作品を出品した。その後は主にロンドンで活動するようになり、ヴィクトリア王朝の慈善家であるレディ・バーデット＝クーツや彼女のペット達の肖像画を多く描いた。伝えられるところでは、ヒルは彼女の良き友人であったとされる。彼が描いた殆どの作品では主に自然豊かな田園地帯に居住している少年少女達やその家族を描写していることで知られており、晩年において彼は主に肖像画を描くことから風景画を描くことへと移行していくことになる。大部分の風景画は1854年にアイルランドを訪れた際に着想を得たとされる。しかしながら、野生生物や人間を描いた時ほどに風景画で成功することはなかった。

## 晩年

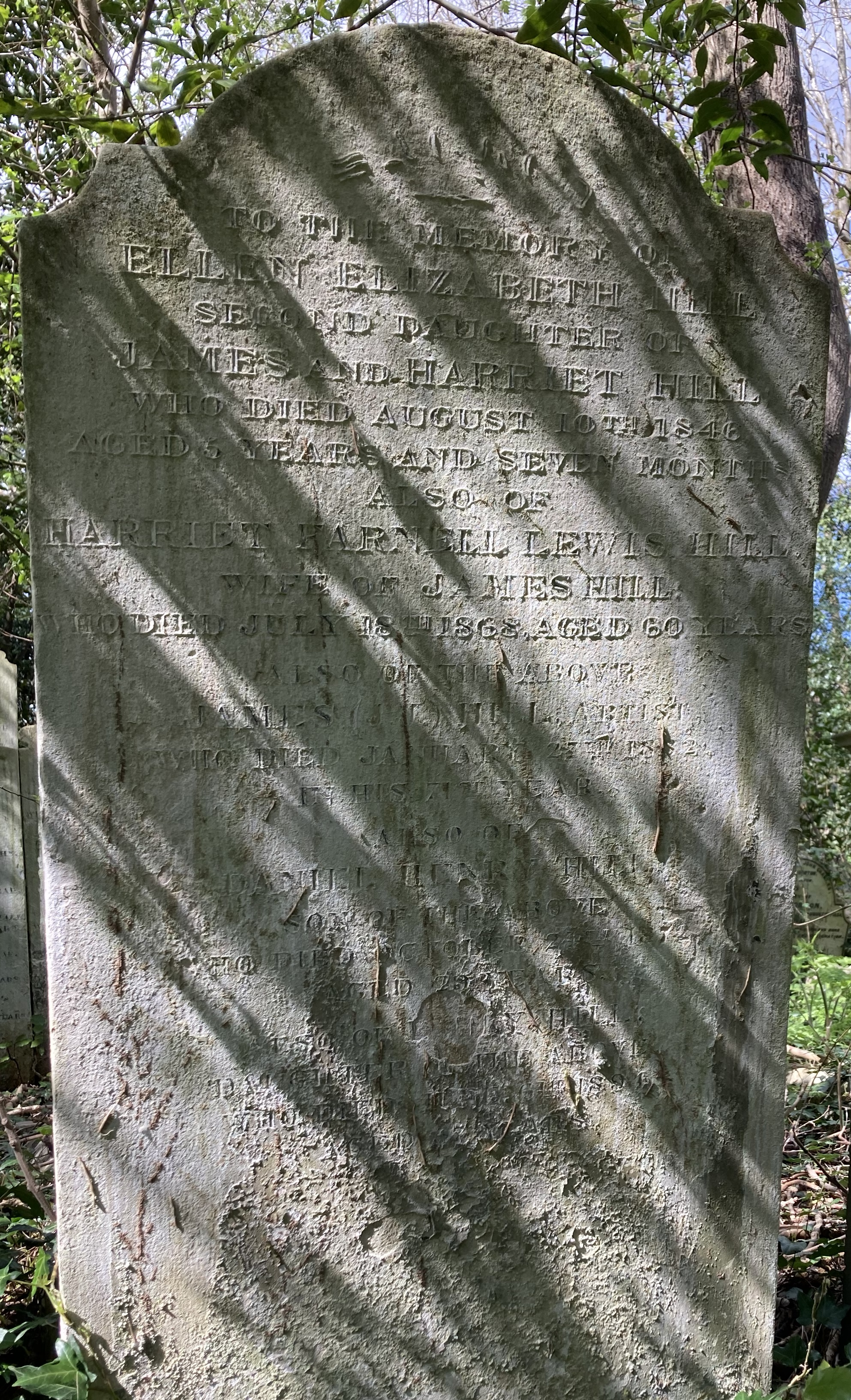
ハイゲイト墓地にあるジェイムズ・ジョン・ヒルの墓

晩年、ヒルは主に風景画を描くことに専念するようになり、それらの作品がロンドンの新聞紙に数多く掲載された。
1882年1月27日にロンドンのサットン・ハウスで気管支炎により71歳で没したヒルはハイゲイト墓地の西側にある家族の墓に埋葬された。

## 家族

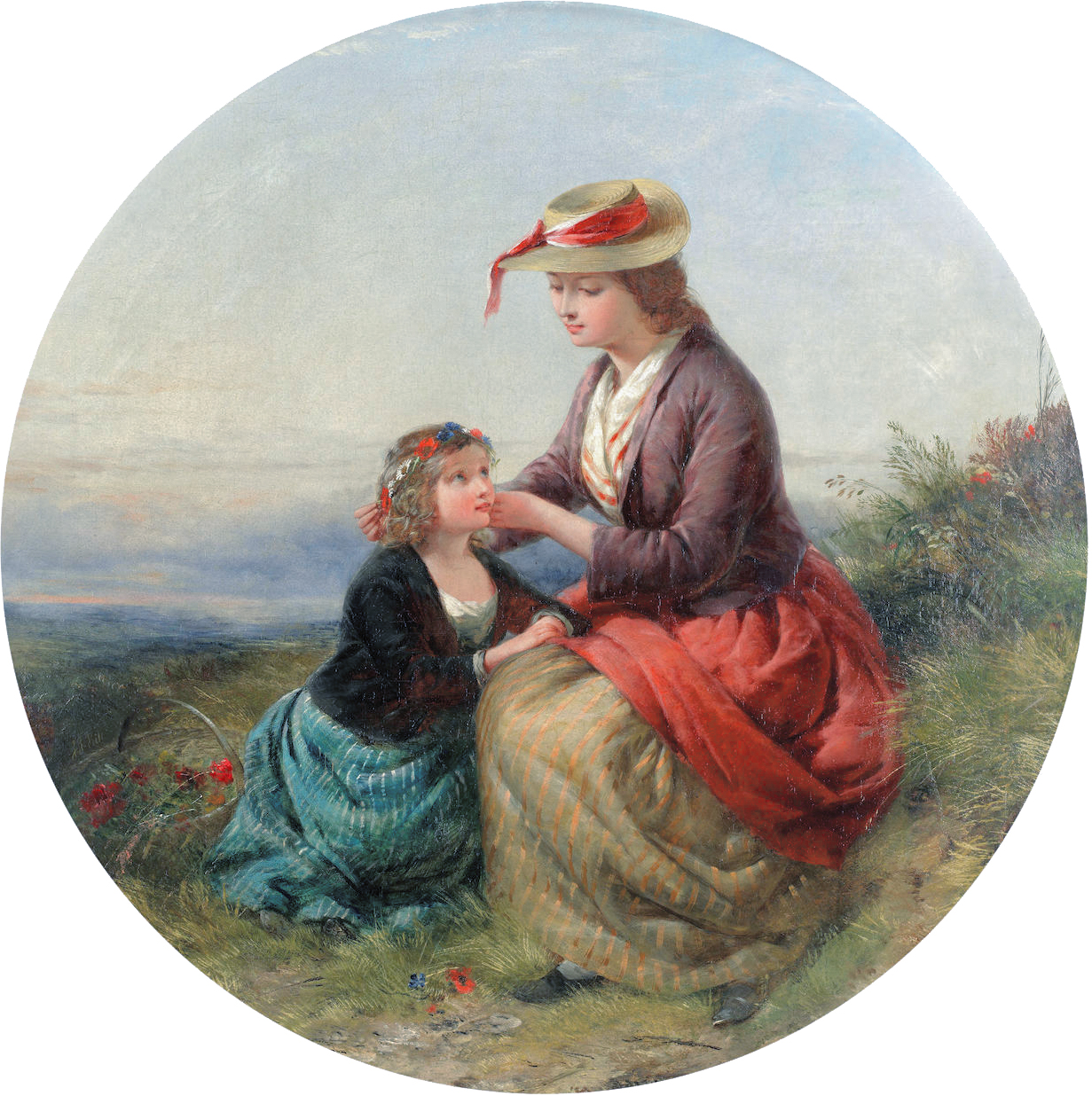
春の髪飾り

ヒルには計5人の子供がいた。父親と同じ名前を持つ最初の子供であるジェイムズ・ジョン・ヒルは1838年に無名の母親から生まれる。他の4人の子供達はハリエット・パーソンズとの間にもうけたダニエル、エミリー、トーマス、アルフレッドである。長男は造船技師となり、彼自身も多くの子供をもうけた。ヒルの弟であるダニエル・ローリンソン・ヒルはバーミンガムを拠点とした建築家であり、いとこのダニエル・ローリンソン・ラトクリフは錠前および金庫の製造業に従事しながら国会議員を務めた。